# Federação Cearense de Aikido
A Federação Cearense de Aikido é uma federação que congrega as entidades praticantes do aikido para regular e organizar o esporte no Ceará. Foi fundada por Herbert Ran Ichi depois que chegou em Fortaleza em 1991 para difundir a prática do esporte. Atualmente existem quatro dojos filiados a federação, todos em Fortaleza, e, em 28 de agosto de [2010]], a entidade sediou o encontro internacional da modalidade.